# Santiago Castro Videla
Santiago María Castro Videla (San Isidro, 9 de agosto de 1981) es un abogado argentino, especializado en Derecho Administrativo. Fue designado en 2025  como Procurador del Tesoro de la Nación Argentina por el presidente Javier Milei.

## Biografía

### Familia
Santiago María Castro Videla nació el 9 de agosto de 1981 en San Isidro, localidad de la provincia de Buenos Aires, Argentina, como el primero de los hijos de Santiago Castro Videla Beyer y de Marcela Olmedo Cigorraga, quienes se habían casado el 13 de septiembre de 1980 en Bella Vista, Buenos Aires. Luego nacerían sus diez hermanos: Natalia, Delfina, Guadalupe, Clemencia, María, Nicanor, Catalina, Pía, Jacinta y Francisca Castro Videla.
La familia Castro Videla, integrante el grupo que conforma la aristocracia argentina, tuvo su origen al casarse en 1874 los tatarabuelos de Santiago Castro Videla: Damián Castro Ramos Mexía, sobrino del gobernador Ildefonso Ramos Mexía, con Sara Videla Varela, nieta del poeta Florencio Varela, y descendiente de Alonso de Videla, fundador de la ciudad de Mendoza en el siglo XVI.
Por parte de Marcela Olmedo Cigorraga, su madre, Santiago Castro Videla desciende de José Ramón Olmedo, influyente comerciante cordobés y amigo personal del General San Martín, y es sobrino nieto del escritor Eduardo Sacheri.

### Matrimonio y descendencia
Santiago Castro Videla contrajo matrimonio con Cecilia Inés Gardel Bado, cuarta hija de Julio Alejandro Gardel Donadío de Olaso y de María del Carmen Bado. Junto a ella Castro Videla es padre de tres hijos: Joaquín, Emilia y Tomás.

## Educación
Castro Videla cursó sus estudios primarios y secundarios en su ciudad natal de San Isidro. Allí asistió al Colegio San Juan el Precursor, graduándose como bachiller en el año 1999. Continuó su formación superior cursando la carrera de Abogacía en la Universidad Austral, recibiendo su título universitario en 2005. Al recibirse obtuvo de su universidad el Premio al Mejor Trabajo de Investigación durante la Carrera de Grado y el Diploma en Reconocimiento a los Valores Humanos.
Ya abogado, Santiago Castro Videla se especializó en la rama administrativa del Derecho. Lo hizo cursando la maestría en Derecho Administrativo de la Universidad Austral, cuya tesis fue calificada "sobresaliente" en 2013, y diplomándose en Derecho Constitucional Profundizado en 2018, Derecho Constitucional Especializado en 2019, y en Derecho Procesal Constitucional en 2020, por la misma casa de estudios.

## Actividad profesional
Poco tiempo después de recibir su título de abogado Santiago Castro Videla comenzó a ejercer su profesión de forma liberal. En 2006 es contratado por el estudio jurídico "Bianchi & Galarce", fundado por los abogados administrativistas Alberto B. Bianchi y Lino B. Galarce. Años más tarde el Dr. Castro Videla sería ascendido a socio del estudio, que desde entonces sería conocido como "Bianchi, Galarce y Castro Videla".
Sumado a ejercer su profesión de abogado, Castro Videla también se dedicó a la docencia, siendo profesor en la Diplomatura de Derecho Constitucional Profundizado de la Universidad Austral y profesor adjunto del Claustro Docente de la Escuela del Cuerpo de Abogados del Estado de la Procuración del Tesoro de la Nación. Asimismo, se ha desempeñado como profesor invitado en Derecho Constitucional, Administrativo y Empresario en la Universidad Nacional de la Plata, en la Universidad Católica Argentina, en la Universidad de Buenos Aires, y en la Universidad Argentina de la Empresa.

### Procurador del Tesoro de la Nación
El 28 de enero de 2025 el vocero presidencial argentino Manuel Adorni anunció que el presidente Javier Milei decidió designar a Santiago María Castro Videla como Procurador del Tesoro de la Nación. En el ejercicio de dicho cargo el Dr. Castro Videla dirige el cuerpo de abogados del Estado Argentino, brindando asesoramiento jurídico y representando y defendiento al Estado en los juicios en los que éste sea parte.

## Publicaciones[11]
- El régimen de delegación legislativa en la nueva Ley de Abastecimiento, 2015.
- El derecho de propiedad privada y libertad económica. Algunos elementos legales, filosóficos y económicos para una teoría general, 2015.
- Tratado de la regulación para el abastecimiento. Estudio constitucional sobre los controles de precios y la producción, 2015.
- El derecho de propiedad privada y libertad económica y los controles de precios máximos, 2014.
- La delegación legislativa a 20 años de la reforma constitucional de 1994, 2014.
- La nueva ley de abastecimiento. Problemáticas constitucionales y legales. Reflexiones sobre la reforma dispuesta por la ley 26.991, 2014.
- La subdelegación legislativa en la jurisprudencia de la Corte Suprema y su relevancia actual en el sector hidrocarburífero, 2014.
- Reglamentación y delegación legislativa en materia tributaria. Breves apuntes en torno a lo decidido por la Corte en ‘Camaronera Patagónica S.A., 2014.
- La constitucionalidad de la delegación legislativa realizada por la Ley de Abastecimiento 20.680, 2013.
- La vigencia de las facultades delegadas por la Ley de Abastecimiento 20.680, 2013.
- Control de precios y abastecimiento mediante el inciso 'c' del artículo 2 de la ley 20.680, 2012.
- Medidas cautelares contra la aplicación de sanciones dictadas en sumarios en lo financiero. El otorgamiento cautelar de efectos suspensivos al recurso judicial directo, 2012.
- La subdelegación en la regulación económica, 2011.
- Medidas cautelares ante el ejercicio de las facultades delegadas por la Ley de Abastecimiento – A propósito de la sentencia dictada en la causa ‘Shell Compañía Argentina de Petróleo S.A. c. E.N. – S.C.I. – Resol. 295/10 s/ medida cautelar autónoma, 2011.
- El aspecto procedimental del derecho al mantenimiento de la ecuación económico-financiera. Comentario a una sentencia del TSJ de Córdoba, 2010.
- La facultad sancionatoria de la Superintendencia de Entidades Financieras y Cambiarias y su ejercicio por el presidente del BCRA en situaciones de necesidad y urgencia – Una recurrente disyuntiva entre pragmatismo y legalidad, 2010.
- Mercado de combustibles, control de precios y estado actual de la Ley de Abastecimiento. A propósito de la Resolución SCI 295/2010, 2010.
- Algunas consideraciones en torno al caso ‘Cerro Vanguardia’ y la interpretación de regímenes de fomento que consagran beneficios fiscales, 2009.
- El derecho a la vida y la ‘píldora del día después’. Reflexiones a partir de una sentencia de la Corte Suprema Argentina, 2005.